# Medallas Unión de la Asociación de Football de Santiago 1905
La competencia por las Medallas Unión de la Asociación de Football de Santiago 1905 fue la tercera edición de la máxima categoría de la Asociación de Football de Santiago, competición de fútbol de carácter oficial y amateur de Santiago de Chile, correspondiente a la temporada 1905.
Su organización estuvo a cargo de la Asociación de Football de Santiago y contó con la participación de seis equipos. La competición se disputó bajo el sistema de todos contra todos, en una rueda. Al haber ganado de forma definitiva la Copa Subercaseaux el año anterior, el Atlético Unión donó unas medallas para disputar el campeonato, de ahí el nombre de Medallas Unión que recibió la competición.
El campeón fue Atlético Unión, que consiguió su tercer título de la Primera División de la Asociación de Football de Santiago. El subcampeón fue, por tercera vez consecutiva, el cuadro del Thunder.
Se jugó de forma paralela a la Copa Junior de la Asociación de Football de Santiago 1905, la segunda categoría de la asociación, que fue vencida por Loma Blanca.

## Equipos participantes
Participaron seis equipos, todos de la ciudad de Santiago.
| Equipo               |
| -------------------- |
| Atlético Unión       |
| Coquimbo             |
| Deutscher Turnverein |
| Magallanes           |
| Thunder              |
| Tucapel              |

## Clasificación[4][5]
| Pos.                                     | Equipo               | PJ | PG | PE | PP | GF | GC | Dif. | Pts. |
| ---------------------------------------- | -------------------- | -- | -- | -- | -- | -- | -- | ---- | ---- |
| 1.                                       | Atlético Unión       | 5  | 5  | 0  | 0  | 17 | 1  | +16  | 10   |
| 2.                                       | Thunder              | 5  | 4  | 0  | 1  | 11 | 3  | +8   | 8    |
| 3.                                       | Magallanes           | 5  | 3  | 0  | 2  | 11 | 6  | +5   | 6    |
| 4.                                       | Coquimbo             | 5  | 2  | 0  | 3  | 5  | 11 | -6   | 4    |
| 5.                                       | Deutscher Turnverein | 5  | 0  | 1  | 4  | 1  | 11 | -10  | 1    |
| 6.                                       | Tucapel              | 5  | 0  | 1  | 4  | 1  | 16 | -15  | 1    |
| Última actualización: 3 de julio de 2025 |                      |    |    |    |    |    |    |      |      |

| Campeón Atlético Unión |
| 3.er título            |